# Electragapetus scitulus
Electragapetus scitulus là một loài Trichoptera hóa thạch trong họ Glossosomatidae.